# نووو بوتوو
نووو بوتوو (به بلغاری: Novo Botevo) یک منطقهٔ مسکونی در بلغارستان است که در شهرستان دوبریچکا واقع شده‌است.